# Trichonotulus secquorum
Trichonotulus secquorum är en skalbaggsart som beskrevs av Bordat 1990. Trichonotulus secquorum ingår i släktet Trichonotulus och familjen Aphodiidae. Inga underarter finns listade i Catalogue of Life.